# سیارک ۲۸۱
سیارک ۲۸۱ (به انگلیسی: 281 Lucretia) دویست و هشتاد و یکمین سیارک کشف شده‌است که در ۳۱ اکتبر ۱۸۸۸ و در وین کشف شد.
قدر مطلق سیارک برابر ۱۲٫۰۲ است.